# Vaccinium pullei
Vaccinium pullei är en ljungväxtart som beskrevs av J. J. Smith. Vaccinium pullei ingår i Blåbärssläktet, och familjen ljungväxter. Inga underarter finns listade i Catalogue of Life.